# Camilo Rosero
Camilo Rosero (Buga, Valle del Cauca; 16 de junio de 1994) es un exfutbolista colombiano que cuenta con nacionalidad ecuatoriana.

## Trayectoria
Se inició en las divisiones menores del Rocafuerte, pero en el año 2013 pasó al Deportivo Cali, en el cual terminó las divisiones menores y ya en algunos partidos fue convocado al equipo profesional.
Para el 2016 se devolvería al Deportivo Cali, equipo al que renunció a los pocos meses.
En 2017 se une al equipo de la ciudad de Popayán, Universitario Popayán.

## Clubes
| Club                  | País     | Año         |
| --------------------- | -------- | ----------- |
| Rocafuerte            | Ecuador  | 2012 - 2013 |
| Deportivo Cali        | Colombia | 2013 - 2014 |
| Atlético              | Colombia | 2015        |
| Universitario Popayán | Colombia | 2017        |
| Gerena                | España   | 2018        |
| Atlético Huila        | Colombia | 2018        |